# Реймонд (Айова)
Реймонд (англ. Raymond) — місто (англ. city) в США, в окрузі Блек-Гок штату Айова. Населення — 759 осіб (2020).

## Географія
Реймонд розташований за координатами 42°28′10″ пн. ш. 92°13′46″ зх. д. / 42.46944° пн. ш. 92.22944° зх. д. (42.469381, -92.229579).  За даними Бюро перепису населення США в 2010 році місто мало площу 4,23 км², уся площа — суходіл.

## Демографія
Згідно з переписом 2010 року, у місті мешкало 788 осіб у 313 домогосподарствах у складі 238 родин. Густота населення становила 186 осіб/км².  Було 320 помешкань (76/км²).
Расовий склад населення:
| - 97,1 % — білих - 0,9 % — чорних або афроамериканців - 0,5 % — азіатів - 0,1 % — вихідців з тихоокеанських островів |

До двох чи більше рас належало 0,9 %. Частка іспаномовних становила 1,0 % від усіх жителів.
За віковим діапазоном населення розподілялося таким чином: 23,1 % — особи молодші 18 років, 63,6 % — особи у віці 18—64 років, 13,3 % — особи у віці 65 років та старші. Медіана віку мешканця становила 40,4 року. На 100 осіб жіночої статі у місті припадало 96,5 чоловіків;  на 100 жінок у віці від 18 років та старших — 103,4 чоловіків також старших 18 років.
Середній дохід на одне домашнє господарство  становив 76 458 доларів США (медіана — 66 250), а середній дохід на одну сім'ю — 83 214 долари (медіана — 70 114). Медіана доходів становила 50 625 доларів для чоловіків та 45 000 доларів для жінок. За межею бідності перебувало 3,8 % осіб, у тому числі 4,4 % дітей у віці до 18 років та 3,9 % осіб у віці 65 років та старших.
Цивільне працевлаштоване населення становило 453 особи. Основні галузі зайнятості: освіта, охорона здоров'я та соціальна допомога — 22,1 %, виробництво — 18,5 %, роздрібна торгівля — 13,9 %, науковці, спеціалісти, менеджери — 9,7 %.